# Shepard Company Building
El Shepard Company Building es un edificio histórico en 255 Westminster Street y 72-92 Washington Street en el Downtown de la ciudad Providence, la capital del estado de Rhode Island (Estados Unidos). Un hito destacado, albergó Shepard's, la tienda por departamentos más prestigiosa de Providence y una de las más grandes de Nueva Inglaterra, desde 1903 hasta 1974, comenzando como un solo edificio construido en la década de 1870 en Clemence y Washington y expandiéndose continuamente hasta que ocupó toda la cuadra. entre las calles Westminster, Clemence, Washington y Union.
Después del cierre de Shephard, el edificio permaneció vacío durante casi 20 años, hasta que la Providence Preservation Society organizó un charrette para determinar el futuro del edificio. Como resultado, el edificio fue comprado por el estado de Rhode Island y ahora es la ubicación del campus de Providence de la Universidad de Rhode Island, el Departamento de Educación de Rhode Island y otras oficinas estatales e instalaciones relacionadas con la educación.

## Historia

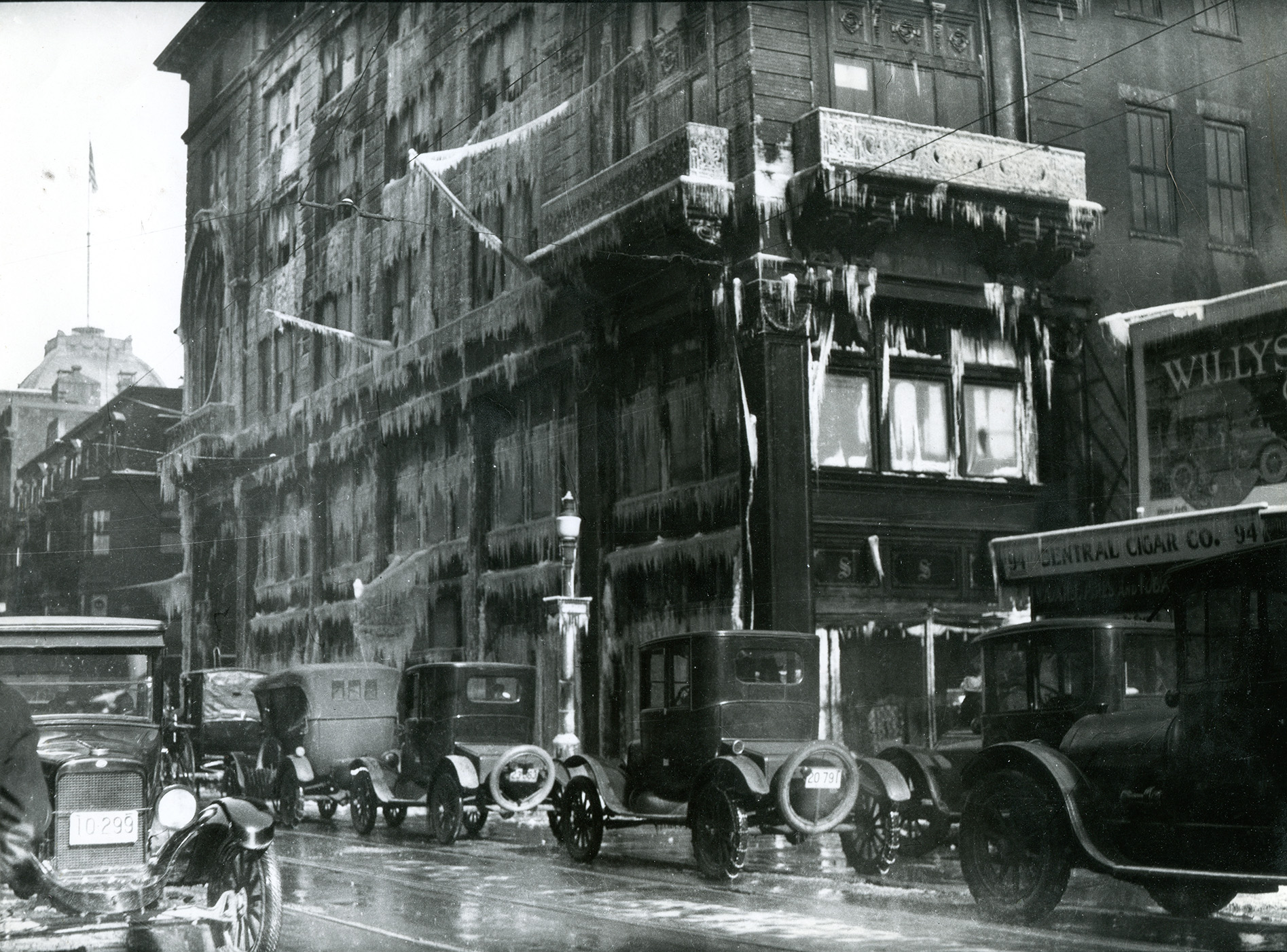
El edificio tras un incendio de 1923.

El edificio creció por etapas, comenzando como una modesta estructura de estilo italianizante de tres pisos en la esquina de Clemence y Washington en 1880. A partir de 1896, la empresa se embarcó en una rápida expansión, diseñada por Martin & Hall, que se completó en gran parte en 1903. Para 1909, la tienda se jactaba de tener un restaurante que podía atender a 4100, una lavandería, una planta de refrigeración y fabricación de hielo, una sala de almacenamiento de pieles y una planta de impresión completa.
El edificio se incendió en marzo de 1923, causando daños por valor de más de un millón de dólares, pero se reconstruyó bajo la supervisión de Hall.
El negocio de los grandes almacenes se vio afectado por el desarrollo de los suburbios y los centros comerciales en la década de 1960. En 1973, la tienda quebró y fue comprada por Eastern Dry Goods Company. Un portavoz de Eastern Dry Goods le dijo a The New York Times en septiembre de 1973 que la tienda "probablemente tendrá que ser liquidada debido a sus muchos problemas". La tienda cerró definitivamente en 1974. Durante los años siguientes, el edificio se arrendó a varios inquilinos y quedó vacío a principios de la década de 1990. 
En 1976, el edificio fue incluido en el Registro Nacional de Lugares Históricos.
En la década de 1990, la Providence Preservation Society organizó una charrette para determinar el futuro del edificio.
En 1993, se anunció que la Autoridad Portuaria de Rhode Island compró el emblemático edificio por "casi 2,3 millones de dólares". El plan anunciado era abrir un museo de historia en los dos primeros pisos, que sería operado por el Rhode Island Heritage Center. El resto del edificio se usaría como espacio de oficinas para hasta 500 trabajadores estatales, incluido el Departamento de Gestión Ambiental del estado, el Consejo de las Artes y el departamento de Servicios Bibliotecarios. 
Cuando la Universidad de Rhode Island se enfrentó a perder el espacio que su campus de Providence estaba usando en el centro comercial Providence Place, decidió mudarse al Shephard Company Building. La rehabilitación y renovación de 1996 del edificio para acomodar la escuela fue diseñada por David Presbrey e incluyó otro reloj en la acera en Washington Street.
Actualmente, el edificio es propiedad del estado de Rhode Island y alberga no solo el campus Alan Feinstein de Universidad de Rhode Island, sino también el Departamento de Educación de Rhode Island y otras oficinas estatales.

## Galería

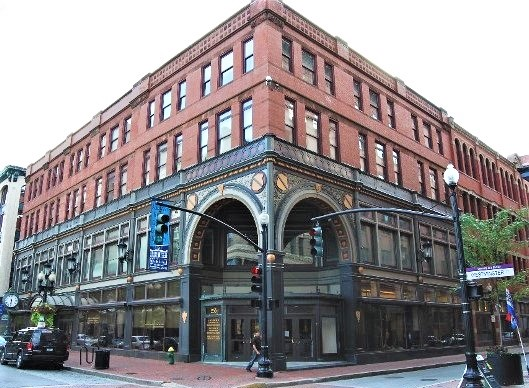
Una vista general del edificio
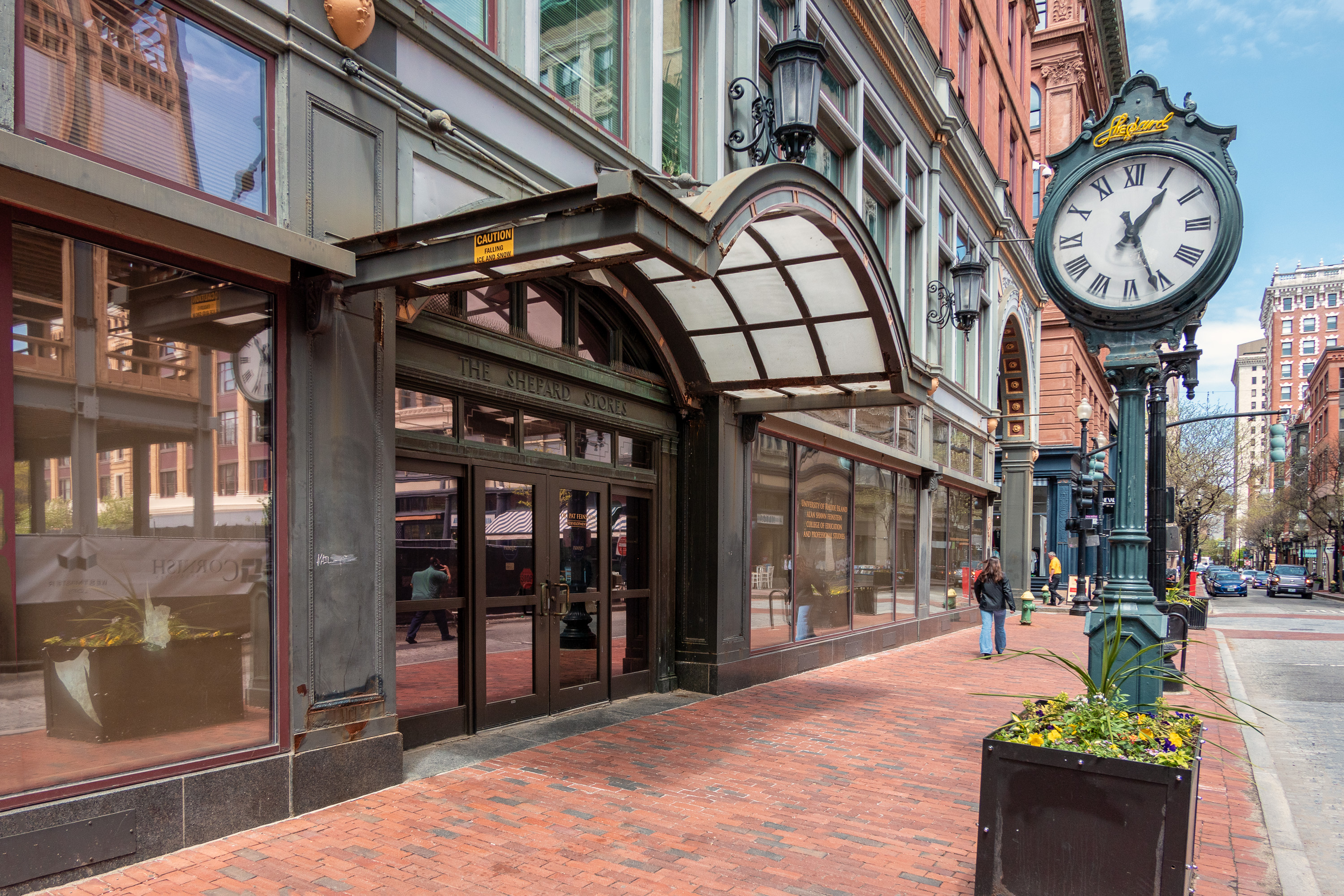
La entrada y el reloj de Westminster Street en 2019
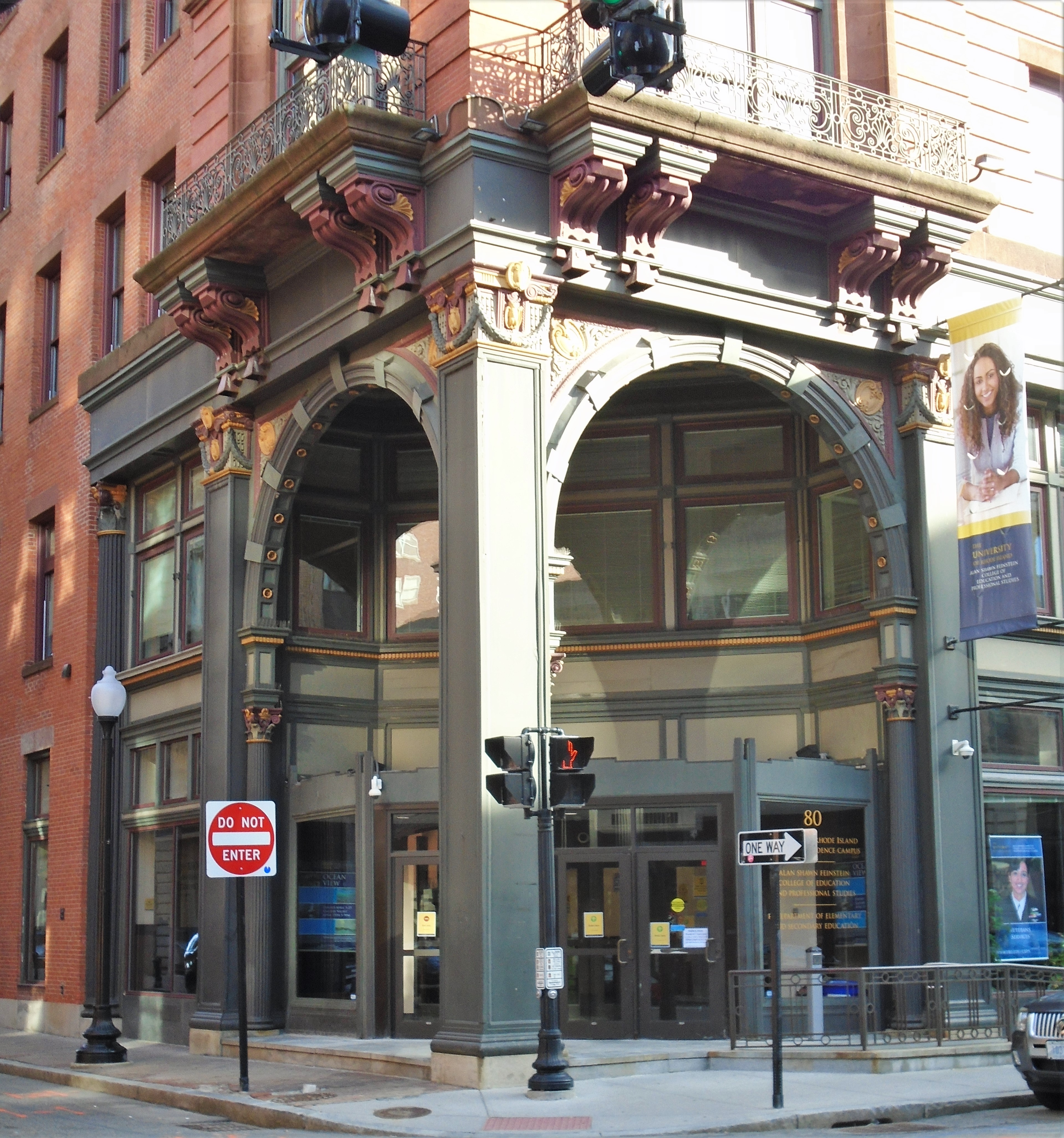
Entrada en Westminster y Union
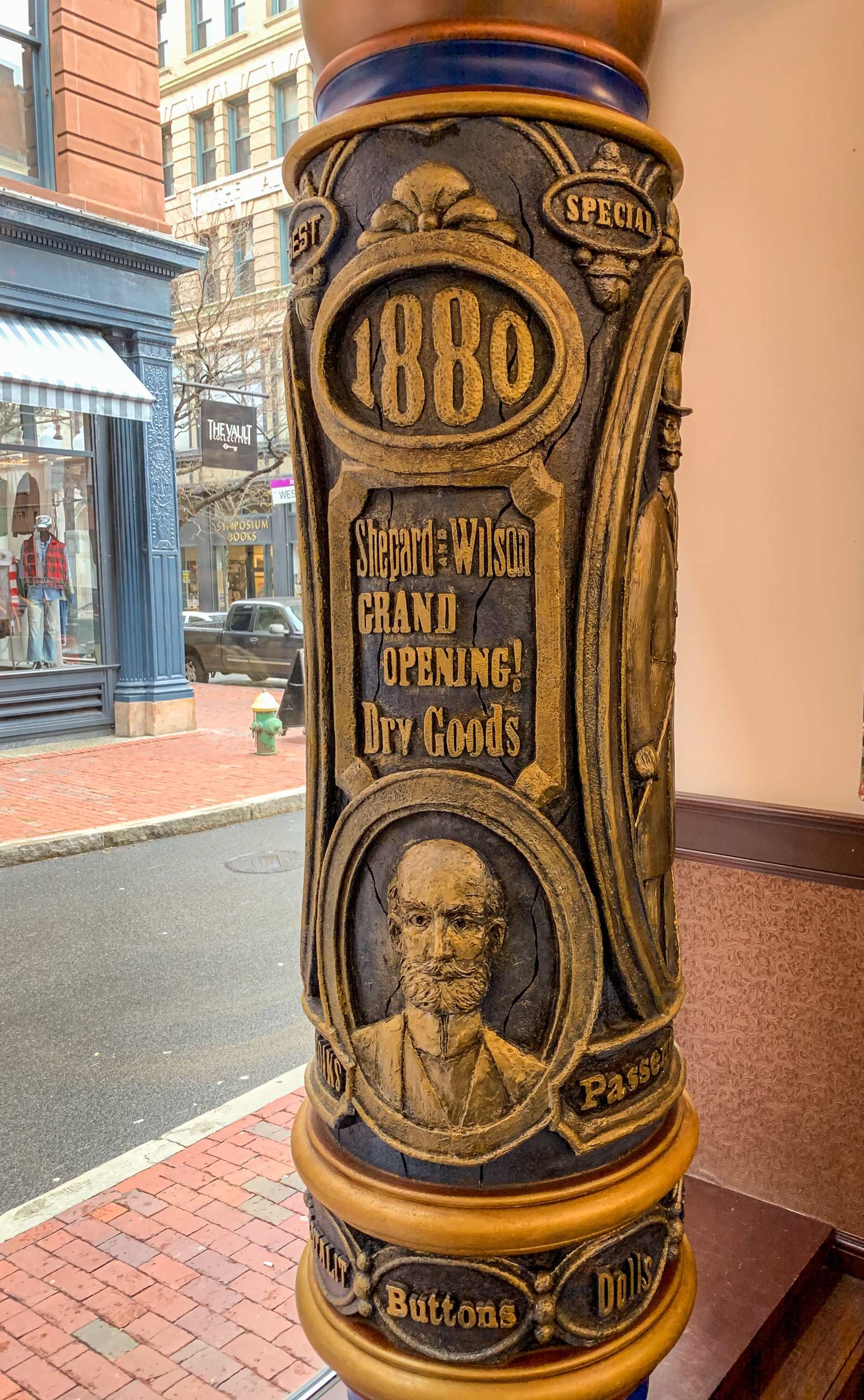
Una columna decorativa
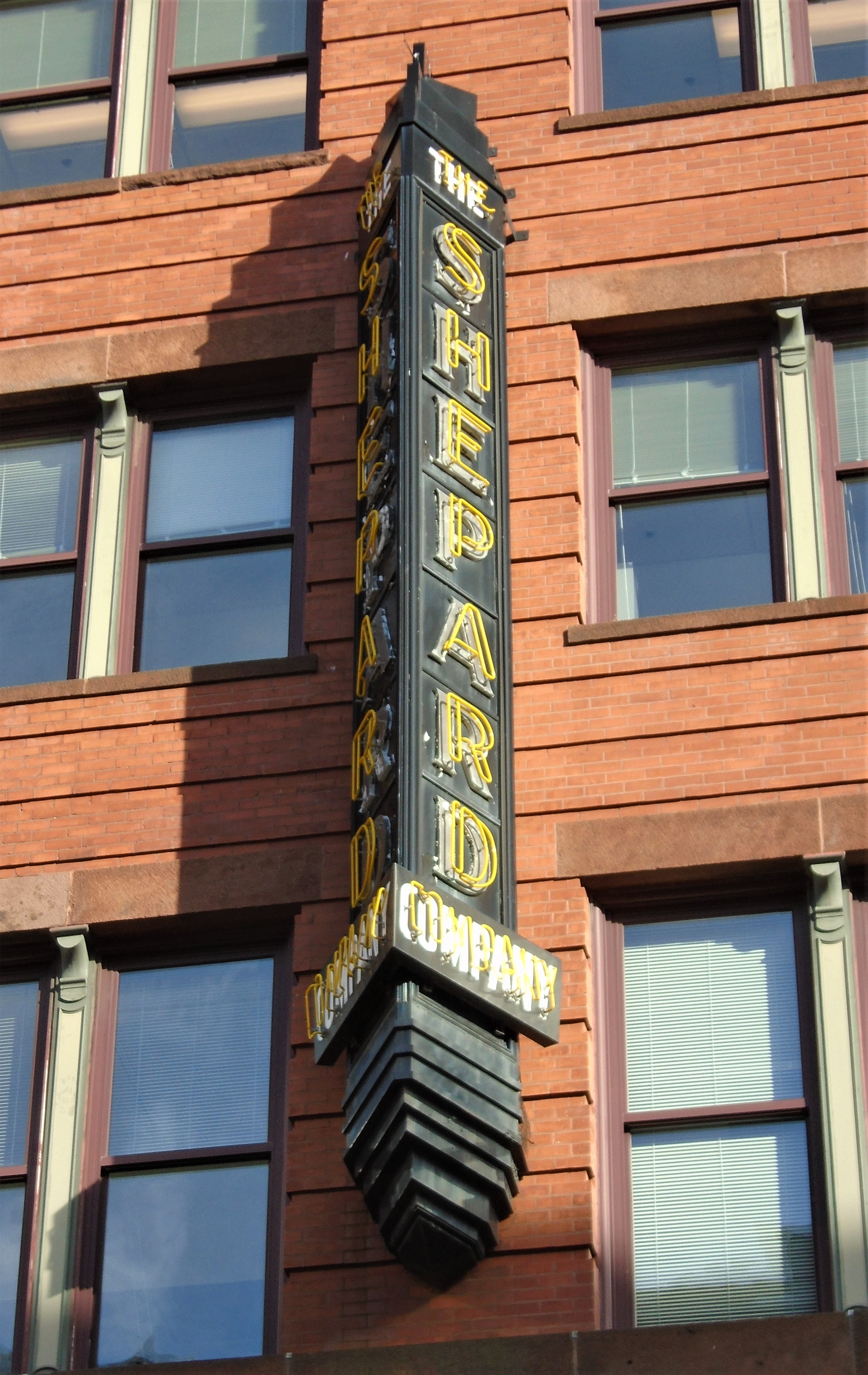
El signo de Shepard